# Jorge Mancebo
Jorge Mancebo (,  — , ) foi um fundista brasileiro.
Jorge Mancebo venceu a 2º edição da Corrida Internacional de São Silvestre, em 1926.